# 索敞
索敞，字巨振，敦煌郡（今甘肃省敦煌市）人，南北朝北魏学者。
北涼时期，索敞在刘昞门下担任助教。魏太武帝平定凉州后，他移居平城，担任中书博士。他的讲学和训诫严肃认真，北魏贵族子弟都敬畏他的威严。在他教授的弟子中，仕途通达、官至尚书、刺史、太守的有数十人。他搜集民间关于丧服的论述，编纂了《丧服要记》。后来，他被任命为扶风郡太守，为官清廉，在任内去世。根据他昔日学生们的请求，朝廷追赠他平南将军、凉州刺史的职位，谥号献。他的儿子索僧养，官至中书议郎、京兆尹。